# Gymnasium der Stadt Frechen
Das Gymnasium der Stadt Frechen ist das  städtische Gymnasium der nordrhein-westfälischen Stadt Frechen im Rhein-Erft-Kreis. Es ist das einzige Gymnasium der Stadt und neben der ebenfalls städtischen Haupt- und Realschule eine der drei weiterführenden Schulen der Stadt Frechen.  2017 wurden am Gymnasium der Stadt Frechen rund 1050 Schüler von 92 Lehrern  unterrichtet und seit dem Schuljahr 2015/16 besteht erstmals eine Internationale Vorbereitungsklasse. Als zertifizierte MINT-EC-Schule vertritt das Gymnasium der Stadt Frechen ein naturwissenschaftliches Profil.

## Geschichte
Am 19. Dezember 1961 fiel der Beschluss des Rates der Stadt Frechen, ein städtisches Gymnasium zu gründen. Dies sollte ein Gymnasium für Jungen sein, an welchem möglicherweise auch Mädchen unterrichtet werden könnten. Am 18. April 1963 fand die Eröffnung des Gymnasiums der Stadt Frechen in der Aula der Berufsschule statt. Das „Gymnasium i. E.“ war in der Gründungsphase in der damaligen Volksschule Frechens, der Marienschule untergebracht. Die Grundsteinlegung für das Schulgebäude im Rotdornweg erfolgte am 20. März 1964. Noch im selben Jahr wurde die Schule um zwei Klassen erweitert, die erneut in der benachbarten Marienschule untergebracht wurden. Im Jahr 1965 wurde schließlich der erste Klassentrakt auf dem Schulgelände Lindenstraße/Rotdornweg fertiggestellt. Der Bau des nördlichen Traktes wurde erst 1967 beendet.
Im Jahr 1969 wuchs die Schüleranzahl dermaßen an, dass Notlösungen erforderlich waren um die Schüler unterbringen zu können. Daher wurde eine Pavilloneinheit errichtet, welche 1999 wieder abgerissen wurde. Der erste Abiturjahrgang wurde schließlich im Jahr 1970 verabschiedet, wodurch das Gymnasium i. E. schließlich zu einer Vollanstalt wurde. Da weiterer Lehrraum benötigt wurde, begann im Jahr 1971 die Erbauung des Erweiterungshauses für die Oberstufe, sowie die eines Sprachlabors. Die Eröffnung des Gebäudes sowie zusätzliche Räume am Atrium fanden im Jahr 1973 statt. Zu dieser Zeit besuchten 937 Schüler das Gymnasium. Ein weiterer Neubau, welcher neben Klassenräumen auch spezielle Fachräume für Informatik, Physik und Biologie enthält, kam im Jahr 1997 dazu. Auf dem Dach des Gebäudes wurden zudem eine Sternwarte und eine Photovoltaikanlage befestigt.
Im Jahr 2003 wurde die Mediothek der Schule eröffnet, welche neben Büchern und Computern auch Fachzeitschriften enthält. Die Grundsteinlegung des Mensa-Neubaus, welcher neben der Mensa auch fünf Fachräume für die Fächer Physik und Chemie beinhaltet, fand im Jahr 2011 statt.
Der Bau der Mensa war Bestandteil des Ganztag-Konzeptes, welches seit dem Schuljahr 2010/2011 an dem Gymnasium der Stadt Frechen angewendet wird. Vor dem Bau der Mensa wurde die nahe gelegene Schützenhalle als Übergangslösung genutzt. 

## Ausstattung und Angebote
Als zweite Fremdsprache neben Englisch werden Latein und Französisch ab der sechsten Klasse angeboten. Auch das Fach Informatik kann an der Schule belegt werden. Ab der zehnten Klasse steht auch Spanisch zur Auswahl, zudem gibt es einen bilingualen Geschichts beziehungsweise Biologiekurs, welcher ausschließlich auf der ersten Fremdsprache Englisch gehalten wird. Im Naturwissenschaftlichen Bereich werden an der Schule im Differenzierungsbereich die Fachkombinationen Chemie/Biologie sowie die Junior-Ingenieur Akademie mit Physik/Informatik/Technik angeboten.
Neben speziellen Fachräumen für die Bereiche Musik, Kunst, Chemie, Physik, Informatik und Biologie stehen den Schülern ein Fotolabor, ein Computerraum sowie die Mediothek zur Verfügung.
Die Schule bietet den Schülern zudem die Möglichkeit, das offiziell anerkannte Sprachzertifikat DELF scolaire zu erwerben. Das Gymnasium der Stadt Frechen legt zudem großen Wert auf seine zahlreichen Arbeitsgemeinschaften und Projektkurse (z. B. Sanitäts-AG, Licht und Ton AG, Suchtpräventions-AG). Auch Theater- und Musicalaufführungen der Schüler haben Tradition.

## Besonderheiten und Auszeichnungen

### MINT-EC Schule
Das Gymnasium der Stadt Frechen ist seit dem Jahr 2001 eine von über 300 MINT-EC Schulen in Deutschland. Das Ziel des Vereins MINT-EC ist es, Schüler für die so genannten MINT-Fächer Mathematik, Informatik, Naturwissenschaften und Technik zu gewinnen und zu fördern. Durch ein spezielles Auswahlverfahren können ausgewählte Gymnasien Mitglied eines Schulnetzwerkes aus Excellence-Centern für die mathematisch-naturwissenschaftlichen Fächer werden. Seit dem Jahr 2009 steht dieses Netzwerk unter der Schirmherrschaft der Kultusministerkonferenz der Länder. Aufgrund dessen werden Leistungskurse in Biologie, Physik und Chemie angeboten und der Projektkurs Astronomie arbeitet mit der Sternwarte der Schule.  Mit der Einrichtung einer Junior-Ingenieur-Akademie in Klasse 8 und 9 wurde ein weiterer MINT-Impuls in der Sekundarstufe I gesetzt.

### Leistungszentrum für Naturwissenschaften und Umweltfragen (LNU)
Das Leistungszentrum für Naturwissenschaften und Umweltfragen (LNU) wurde im Jahr 2001 primär zur Förderung von besonders begabten Schülern der Oberstufe im Rhein-Erft-Kreis gegründet. Dies  ist ein Verein zur Förderung des Leistungszentrums für besonders fähige und wissbegierige Schüler mit dem Schwerpunkt Naturwissenschaften/Umweltfragen im Erftkreis. Dabei sollen über das übliche Angebot der Schule hinaus  spezifische Lernangebote geschaffen werden, welche eine intellektuelle Herausforderung für die Schüler darstellt. An den Wochenenden und in den Ferien werden daher besondere Kurse, Laborpraktika und Workshops für Schüler von weiterführenden Schulen aus der Region angeboten. Der LNU e.V. übernahm im Jahr 2009  die Trägerschaft für das zdi-Zentrum (Zukunft durch Innovation) LNU-Frechen Rhein-Erft. Das zdi-Zentrum LNU-Frechen Rhein-Erft ist eines von über 40 zdi-Netzwerken in NRW. Zukunft durch Innovation.NRW (kurz: zdi) ist eine Gemeinschaftsoffensive zur Förderung des naturwissenschaftlich-technischen Nachwuchses in Nordrhein-Westfalen. Mit über 4.000 Partnern aus Wirtschaft, Wissenschaft, Schule, Politik und gesellschaftlichen Gruppen ist sie die größte ihrer Art in Europa.

### Business@school
Das Gymnasium der Stadt Frechen bietet den Projektkurs Business@school an, welcher eine Bildungsinitiative der internationalen Unternehmensberatung Boston Consulting Group (BCG) ist. Diese gibt Schülern der Oberstufe seit 1998 die Gelegenheit, Wirtschaftsthemen über ein gesamtes Schuljahr anschaulich und praxisnah zu vermitteln und somit das wirtschaftliche Verständnis der Schüler zu wecken und zu fördern. Jedes Jahr beteiligen sich über 80 Schulen aus Deutschland, der Schweiz, Italien, Singapur und Österreich an dem Wettbewerb.
Im Jahr 2006 siegte das Team des Gymnasiums der Stadt Frechen mit der „stay-dry-Technik“ bei der NRW-Endausscheidung.

### Comenius-Programm
Das Gymnasium ist Teil des Comenius-Programms und organisierte darüber hinaus Austausche mit Partnerschulen in Ierapetra auf Kreta und in Acireale auf Sizilien. Im Oktober 2012 waren zum Auftakt einer weiteren Comenius-Schulpatenschaft für drei Tage Gäste aus Griechenland, Italien, Spanien, Lettland, Polen und Bulgarien an der Schule.

### Willkommensklasse
Seit Februar 2016 hat die Schule eine Willkommensklasse eingerichtet, in welcher fast wöchentlich Schüler aus verschiedenen Herkunftsländern aufgenommen worden sind. Im Juni 2016 befanden sich 23 Schüler zwischen zehn und 16 Jahren in der Klasse. Als Nationalitäten sind Afghanisch, Syrisch, Irakisch, Albanisch und Moldawisch vertreten.

### Schule der Zukunft
Im Jahr 2015 erhielt das Gymnasium der Stadt Frechen zum dritten Mal die Auszeichnung „Schule der Zukunft“ für die jahrelange Beteiligung an der landesweiten NRW-Kampagne „Schule der Zukunft – Bildung für Nachhaltigkeit“.
Das Ziel dieser Kampagne ist es, Jugendlichen die Fähigkeiten zu vermitteln, welche sie für ein eigenverantwortliches Leben brauchen.

### Sunworker
Die Schülerfirma „Sunworker“ des Gymnasiums setzt sich für umweltschonende Entwicklungsprojekte ein. In diesem Rahmen entstand im Jahr 2004 unter dem Namen „Power to Madagascar“ eine Schulpartnerschaft mit einer Schule in Andalamengoke, Madagaskar. Die Schüler engagieren sich hierbei um die Möglichkeiten der Ausbildung sowie die Lebensumstände der Jugendlichen der Schule in Andalamengoke zu verbessern. Ein primäres Ziel stellt dabei die Energie- und Wasserversorgung dar. Gemeinsam mit der Deutschen Umwelthilfe sammelten die Schüler alte Handys um deren Erlös für die Finanzierung der geplanten Hilfen zu spenden.
Im Jahr 2008 gewannen die „Sunworker“ damit den Umweltpreis.

### Rheinstart-Kampagne
2019 gewann das Gymnasium den Online-Voting-Wettbewerb „Rheinstart“, welcher von der RheinEnergie AG veranstaltet wurde. Diese Kampagne unterstützt für fünf Jahre ein nachhaltiges Projekt aus dem Kölner Großraum. So auch das Gymnasium Frechen. Mit 4.510 Stimmen gewann die Schule 3000 € um ihre Ziele in der Aufklärung über nachhaltigen Konsum und umweltbewusste Produktion von Lebensmitteln zu verwirklichen.

## Persönlichkeiten

### Schulleiter
- 1963–1988: Hubert Telöken
- 1988–2009: Helmut Kesberg
- 2009–2022:  Petra Bold[8]
- seit 2022: Björn Küper[2]

### Bekannte Schüler
- Gunnar Koerdt (* 1959), ehemaliger Bürgermeister der Stadt Bedburg
- Heino Falcke (Astronom) (* 1966), Radioastronom
- Susanne Stupp (* 1969), Bürgermeisterin der Stadt Frechen
- Rainald Grebe (* 1971), deutscher Liedermacher, Schauspieler, Kabarettist und Autor
- Jan Hojer (* 1992), Sport- und Wettkampfkletterer

### Bekannte Lehrer
- Martin Richenhagen (* 1952), President und CEO der AGCO Corporation
- Brigitte Boothe (* 1948), emeritierte Professorin und Psychoanalytikerin